# Rolcamera
Een rolcamera is een camera die is bedoeld om documenten te scannen. Rolcamera's werden in de tijd van de Koude Oorlog gebruikt voor spionagedoeleinden. Ze hebben een heel kleine optiek, waardoor ze heel compact zijn te maken zodat ze in een binnenzak of in een pakje sigaretten passen.
De werking is als volgt: zodra de camera op het papier wordt geplaatst, gaat aan de onderzijde een lampje branden. De camera wordt dan met een constante beweging (afhankelijk van de camera en de instellingen) horizontaal over het papier bewogen. Een mechanische overbrenging in de camera zelf zorgt ervoor dat een smalle film even snel beweegt (optische vergrotingen meegerekend) als de camera over het papier wordt bewogen. De tekst wordt zo op de film overgebracht.
Het gebruik ervan is vergelijkbaar met het gebruik van een handscanner en heeft ook gelijksoortige nadelen: wanneer de camera onregelmatig of niet in een horizontale lijn wordt bewogen, wordt de tekst slecht leesbaar.